# Hubelți, Slavuta
Hubelți (în ucraineană Губельці) este un sat în comuna Volîțea din raionul Slavuta, regiunea Hmelnîțkîi, Ucraina.

## Demografie
Componența lingvistică a localității Hubelți
     Ucraineană (99,79%)
     Alte limbi (0,21%)
Conform recensământului din 2001, majoritatea populației localității Hubelți era vorbitoare de ucraineană (99,79%), existând în minoritate și vorbitori de alte limbi.